# Veda Bharati
Swami Veda Bharati  (bürgerlicher Name: Usharbudh Arya; * 1933 in Dehradun, Indien; † 14. Juli 2015 in Rishikesh, Indien) war ein hinduistischer spiritueller Lehrer der Himalaya-Tradition des Yoga.
Bereits mit neun Jahren soll er die Yoga Sutras und die Veden unterrichtet haben. Bevor er 1968 einer der engsten Schüler seines Gurus Rama wurde, war er viele Jahre als Sanskrit Professor in den USA tätig. Er führt die Tradition seines Gurus weiter und bereist alle Erdteile. Als spiritueller Direktor leitet er den Sadhana Mandir Trust in Rishikesh, Nordindien, und ist für Menschen weltweit spiritueller Lehrer.
Swami Veda Bharati war Autor zahlreicher Bücher, unter anderem eines Kommentars zu den Yoga-Sutras von Patanjali; er gründete Meditationszentren in Nordamerika, Europa und Südostasien.